# 亮岩镇
亮岩镇，是中华人民共和国贵州省毕节市七星关区下辖的一个乡镇级行政单位。

## 行政区划
亮岩镇下辖以下地区：
亮岩村、和光村、三里田村、裕群村、核桃村、金华村、合欢村、桥头村、关沟村、太极村、飞轮村和裕民村。